# Erikssonella criodes
Erikssonella criodes är en fjärilsart som beskrevs av Edward Meyrick 1914. Erikssonella criodes ingår i släktet Erikssonella och familjen stävmalar. Inga underarter finns listade i Catalogue of Life.